# Paintballausrüstung
Die Paintballausrüstung bezeichnet die Ausrüstung, die im Paintball zum Spielen verwendet wird.
Die Ausrüstung lässt sich grob in den Paintballmarkierer und seinen Zubehörteilen und die Schutzausrüstung wie die Maske einteilen.

## Markierer und Zubehör

### Technische Varianten
Hier unterscheidet man zwei Klassen:
1. Pump-Action-Markierer, bei denen für jeden Schuss der Markierer repetiert werden muss.
2. Semiautomaten, die bei jedem Abdrücken einen Schuss auslösen und automatisch den nächsten Paintball nachladen. Innerhalb der Semiautomaten werden Markierer, die einen elektronischen Abzug besitzen, als ePneumaten bezeichnet. Diese Bezeichnung ist manchmal irreführend, weil traditionellerweise nur Markierer als ePneumaten bezeichnet werden, bei denen der gesamte Schussablauf elektronisch gesteuert wird. Günstigere Markierer, bei denen der mechanische Abzug durch eine elektromagnetische Vorrichtung ersetzt wurde, werden oft ebenfalls als ePneumaten bezeichnet.

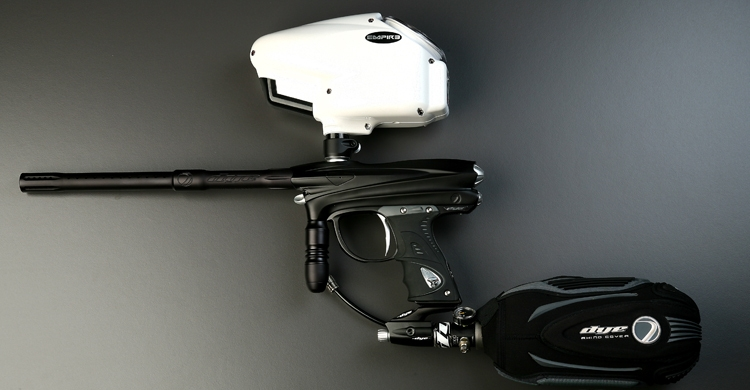
Elektropneumatischer Markierer der Firma Dye, Modell DM6 mit Hopper und HP-Flasche

Die Schussrate der Markierer kann theoretisch über 28 Bälle pro Sekunde betragen, wird aber durch technische Vorrichtungen und Regeln im Turniersport beschränkt. Der hauptsächlich begrenzende Faktor bei der Schussrate besteht darin, dass nicht schnell genug Paintballs in den Schusskanal eingeführt werden können. Ursache dafür ist die mangelnde Festigkeit der Farbbälle. Diese zerplatzen, wenn sie leicht gedrückt werden und verschmutzen dann den Schusskanal, was zu weiteren Platzern führt (Kettenreaktion), welche das Schussbild nahezu unberechenbar machen.
Das Markieren erfolgt mittels einer Farbkugel („Paintball“), wobei das Kaliber mit .68 (17,3 mm) das in Europa am meisten verwendete ist. Neben diesem Kaliber wird, vor allem in den USA, auch mit folgenden weiteren Kalibern gespielt: .43 .50 .55 und .62. Die Farbkugeln bestehen aus einer Gelatinehülle, die mit Lebensmittelfarbe gefüllt ist. Trifft der Ball auf ein Hindernis, so platzt dieser auf und hinterlässt einen farbigen Klecks. Rote Farbe ist in der Paintballszene verpönt, wenn auch nicht verboten. Nahezu alle deutschen Dachorganisationen von Wettbewerbsveranstaltungen untersagen allerdings die Benutzung roter Farbe. Hauptgrund ist die Verwechslungsgefahr mit Blut unter dem sicherheitstechnischen Aspekt der unzweifelhaften Feststellung einer vorliegenden Verletzung. Ein weiterer Grund ist selbstverständlich auch die martialische Erscheinung von „Kunstblut“, die dem angestrebten Image als gemeinschaftsförderndem Freizeitsport entgegensteht.
Paintball-Markierer fallen in Deutschland unter das Waffengesetz. Sie dürfen ab dem vollendeten 18. Lebensjahr, wie Luftgewehre oder Schreckschusswaffen, frei erworben werden. Informationen über den korrekten und sicheren Umgang mit Markierern erfolgen in der Regel durch Beilagenhinweise.

### Spezielle Arten von Markierern
So genannte Real-Action-Markierer entsprechen in ihrem Aussehen einer echten Waffe. Sie besitzen oft Magazine, in denen die Paintballs gelagert werden. Diese Art Markierer wird oft von Hobbyspielern genutzt. Früher wurden sie häufig nur im Kal. 43 gespielt, da für größere Kugeln in einer als echt nachempfundenen Waffe der Platz fehlt; heute ist auch hier das Kaliber .68 geläufig. Real-Action-Markierer werden von Teilen der Paintball-Szene kritisiert, da sie nicht im Sinne des eigentlichen Mannschafts- beziehungsweise Turniersports seien. Wie auch die Verwendung roter Farbe (siehe oben), stehen Markierer, die wie echte Waffen aussehen, dem angestrebten Image des Sports entgegen.

### Hochdruck-Pressluftflasche
Die Hochdruck-Pressluftflasche (kurz HP-Flasche, von engl. High Pressure), speichert die benötigte Druckluft zum Beschleunigen der Paintballs. Die üblichen Druckhöhen sind 200 Bar und 300 Bar mit Volumina von 0,8 bis 1,5 Litern. Um die Druckluft nutzen zu können, wird mit Hilfe eines Hochdruck-Regulators ein Arbeitsdruck von 30 bis 60 bar erzeugt. Der Regulator ist dabei an der Spitze der Flasche eingeschraubt. Die Flasche besteht entweder aus Aluminium oder aus einer Kombination von Aluminiumkern und umwickeltem Kunststoffgewebe, um Gewicht zu sparen. Die Flaschen unterliegen strengen Sicherheitskontrollen und müssen in der Regel alle fünf Jahre durch eine benannte Stelle überprüft werden.
HP-Flaschen haben sich mittlerweile gegen die früher weit verbreiteten CO2-Flaschen durchgesetzt, da im Gegensatz zu CO2 der Hochdruck nicht von der Temperatur abhängt und auf lange Sicht ein Hochdruck-System auch kosteneffizienter ist. Des Weiteren werden die Dichtungen (sogenannte O-Ringe) durch das kalte CO2 innerhalb des Markierers spröde, weshalb diese öfter gewechselt werden müssen.

### Hopper

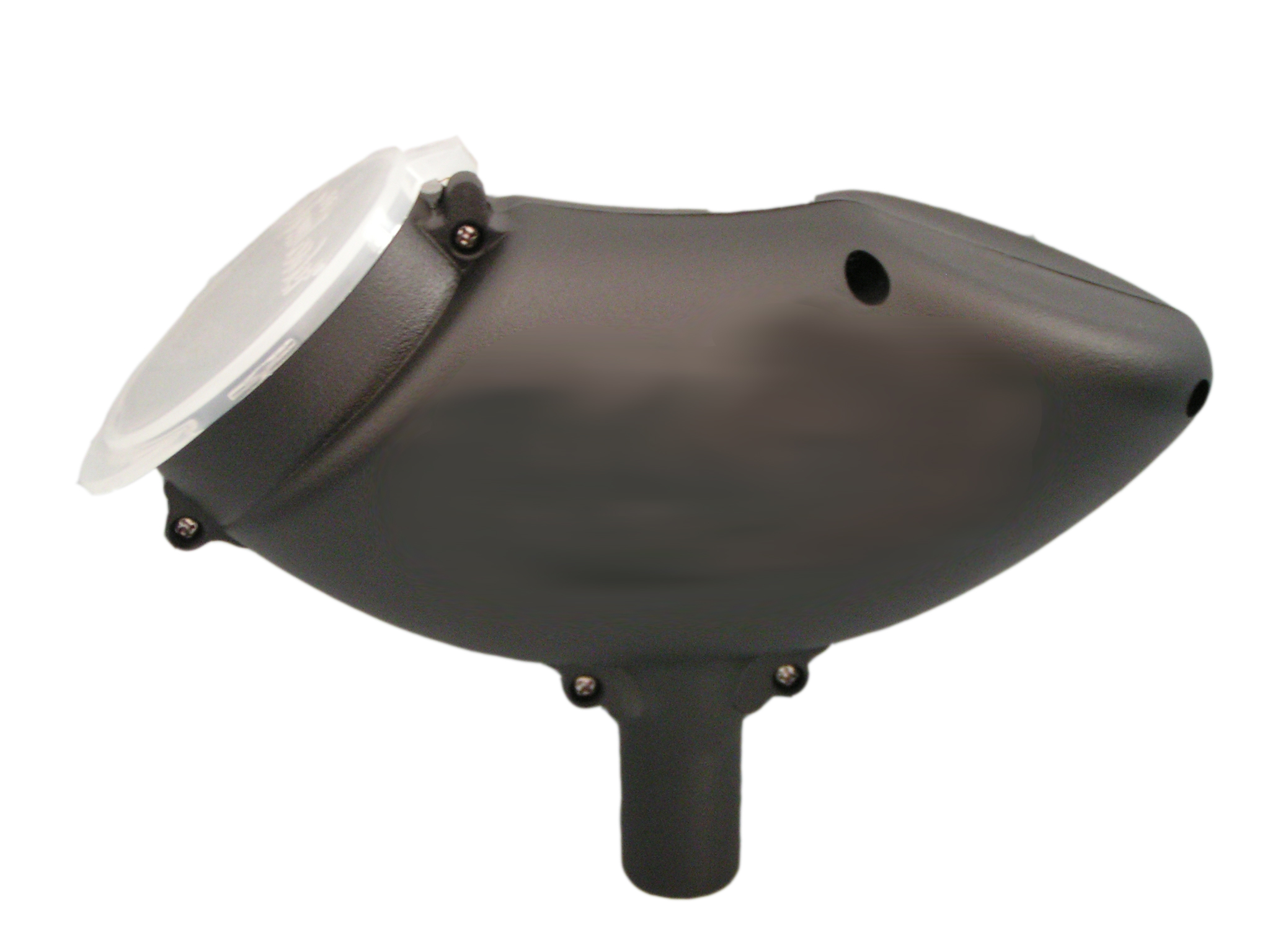
Hopper (auch Ammo-Box oder Kugelbehälter)

Als „Hopper“ (engl. für Zuführbehälter) oder auch Loader wird der Munitionsbehälter bezeichnet, der sich meistens oberhalb des Markierers befindet.
Es existieren
- Schüttelhopper, die die Kugelzufuhr rein durch die Erdanziehungskraft gewährleisten bzw. durch Schütteln die Paintballs zum Nachrollen bringen und
- elektrische Hopper, die durch einen internen, elektrisch angetriebenen Quirl die Paintballs in Bewegung halten und ein Verstopfen verhindern.
- Eine Sonderversion der Hopper sind die so genannten „Forcefeeder“, bei denen die Munitionszufuhr nicht über die Schwerkraft erfolgt, sondern die Paintballs mit Kraft („Force“) in den Markierer gedrückt werden, um so sehr hohe Schusskadenzen zu erreichen. So werden 50 und mehr Balls per Second (Bälle pro Sekunde, Bps) möglich. Diese Variante ist meistens elektrisch, es gibt aber auch mechanische Varianten, bei denen eine Feder (wie bei einer Uhr) aufgezogen werden muss (Q-Loader).[3]

## Schutzausrüstung

### Schutzmaske

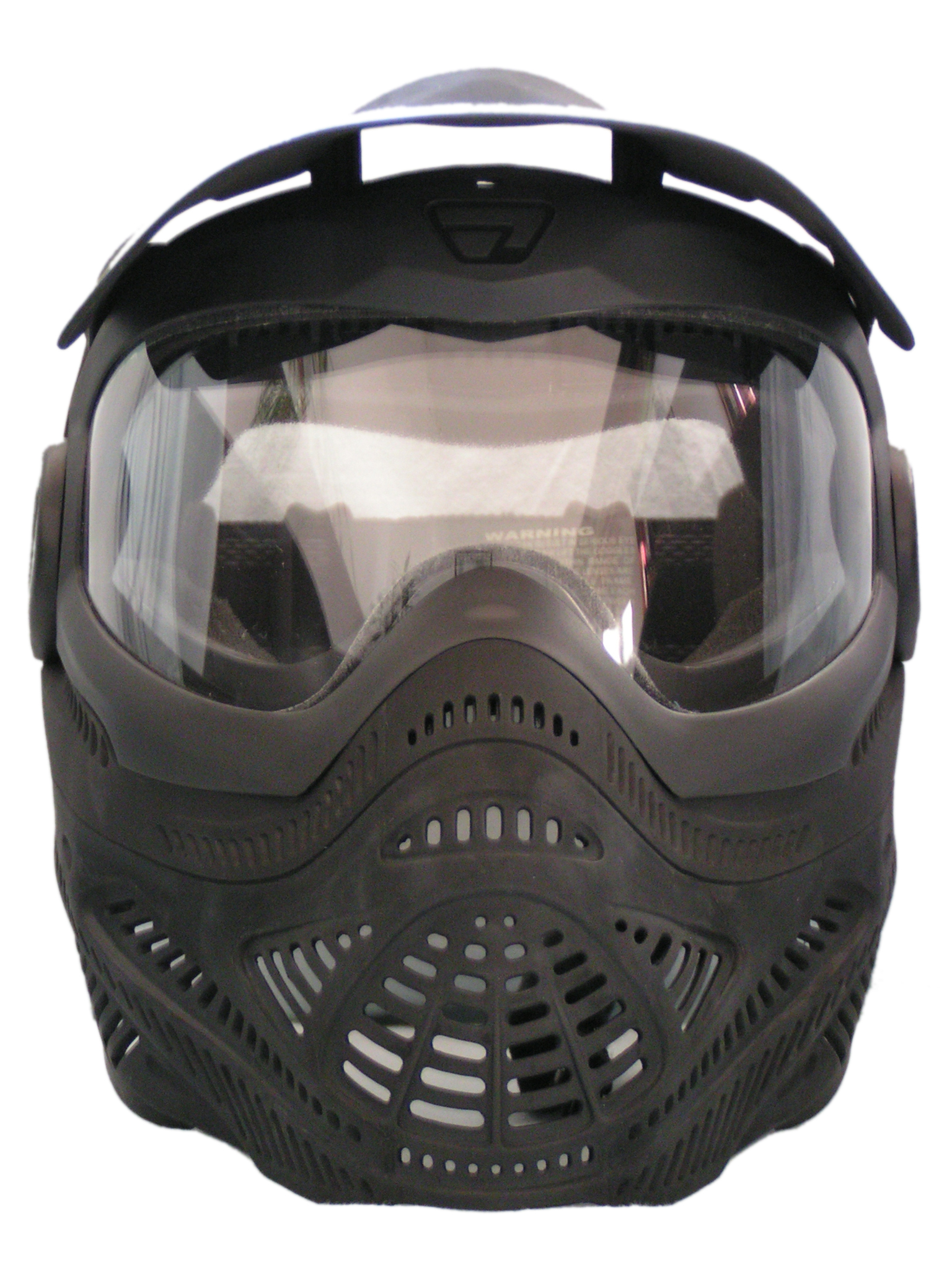
Schutzmaske von vorne
Die abgebildete Maske ist doppelt verglast (Thermalmaske) und der Kieferbereich ist aus weichem Gummi.

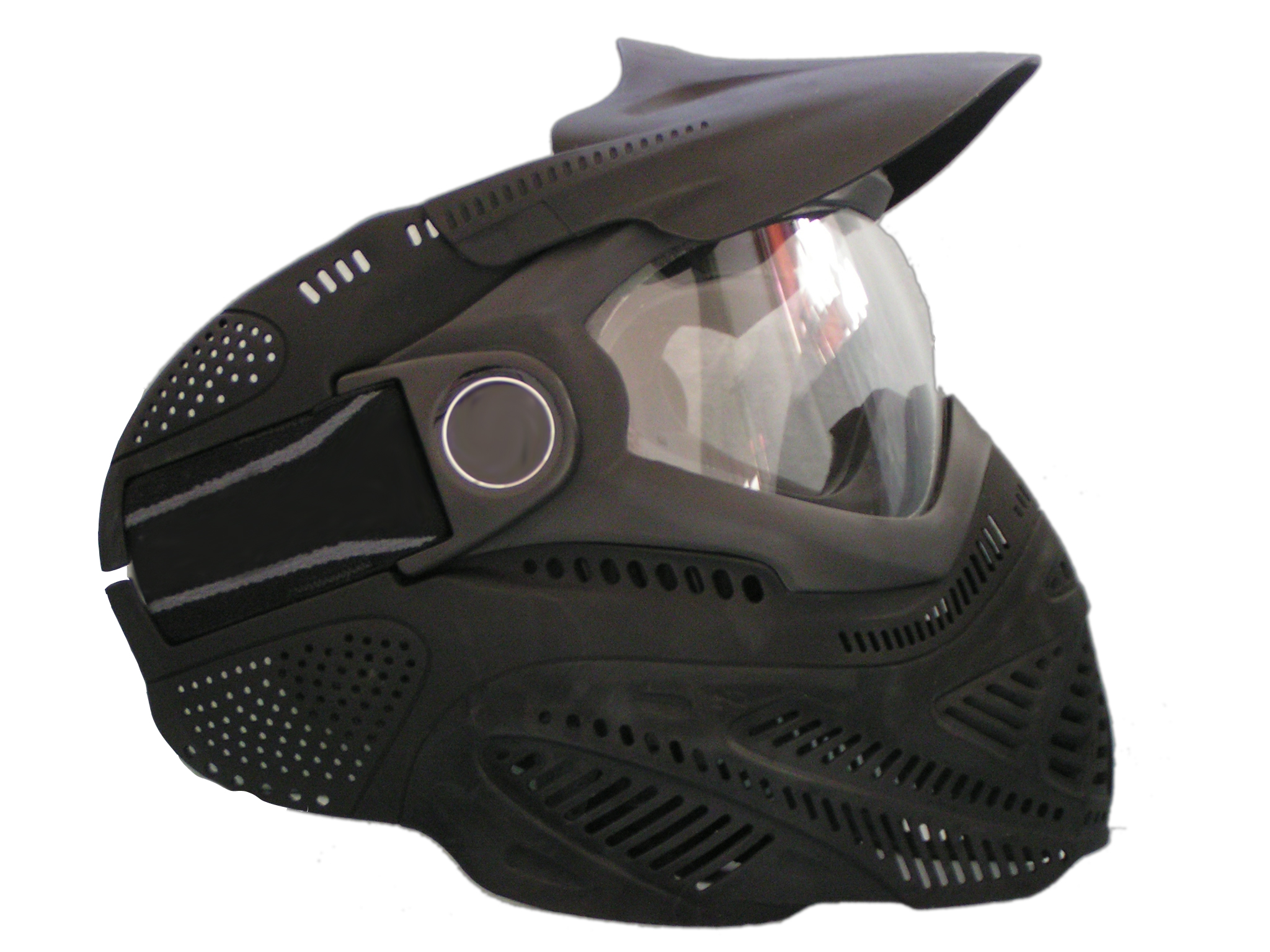
Schutzmaske seitlich,
gut zu erkennen: Die Ohren werden durch die Maske ebenfalls geschützt.

Die Bewegungsenergie von Paintball-Kugeln ist ausreichend, um den Spielern gefährliche Verletzungen im Gesicht und insbesondere im Bereich der Augen zuzufügen. Daher ist das Tragen einer Schutzmaske auf dem Spielfeld vorgeschrieben. Das verwendete Sicherheitsglas (meistens Polycarbonate) des Sichtfensters ist so beschaffen, dass es der Bewegungsenergie der Paintkugeln widersteht. Die Masken variieren dabei in Form und Farbe, decken jedoch immer den Bereich um Augen, Nase und Mund ab. Fast alle schützen, wenigstens teilweise, auch die Ohren. Das Sichtglas kann ausgewechselt und durch Rauchglas, den Kontrast verstärkendes gelbes Glas oder verspiegeltes Glas ersetzt werden.

### Laufsocke
Ein Barrel Sock (deutsch: Laufsocke) wird über den Lauf gestülpt und hat den Zweck, ein unbeabsichtigtes Auslösen eines Schusses abzufangen. So platzt die Paintball-Kugel in der Laufsocke. Von allen offiziellen Spielfeldbetreibern wird verlangt, außerhalb des eigentlichen Spielfeldes eine Laufsocke zu verwenden. Seltener verwendet man einen Barrel Plug (deutsch: Laufstopfen). Diese werden immer seltener auf Spielfeldern akzeptiert, da sie sich nach einem oder zwei Schüssen lösen können. Laufsocken sind sicherer und werden daher bevorzugt. Mit dieser Sicherheitsausrüstung ist es für andere Spieler, Zuschauer oder Platzpersonal leicht zu erkennen, ob ein Markierer gesichert ist oder nicht. Außerhalb eines Spielfeldes ist es sehr häufig Pflicht, Markierer mit Laufsocken zu sichern, unabhängig von seiner tatsächlichen Spielbarkeit.

### Weitere Schutzausrüstung

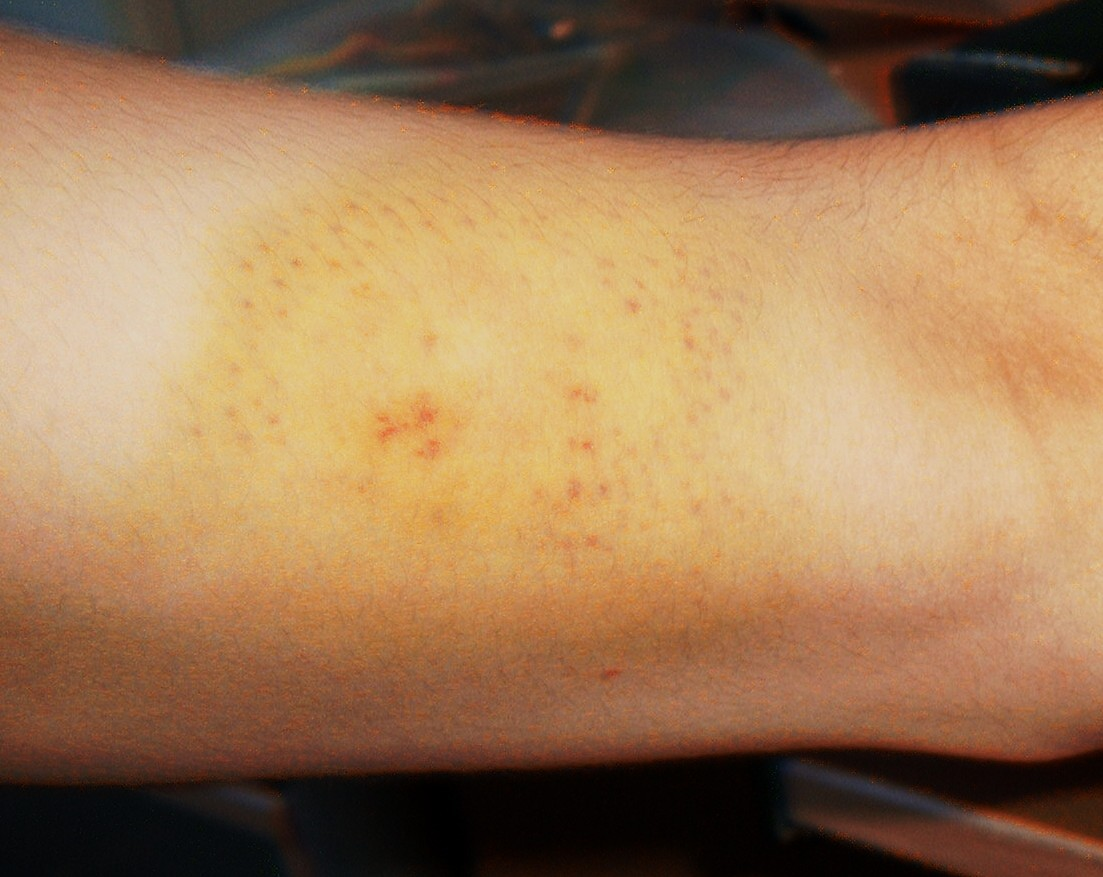
Bluterguss durch einen Paintball-Treffer

Neben der Schutzmaske werden beim Paintball-Sport häufig weitere Ausrüstungsteile getragen, die helfen sollen, Blutergüsse zu verhindern oder zu minimieren. Neoprenbinden oder einfache Schals finden Anwendung als Hals- oder Kehlkopfschutz. Neben einem Genitalschutz werden oft Knie- und Ellenbogenprotektoren getragen, die besonders bei SupAir-Spielern auf harten Böden bevorzugt eingesetzt werden, um Hechtsprünge (genannt „Superman“) oder das Rutschen hinter Deckungen hinweg abzudämpfen. Auch Handschuhe werden von vielen Spielern getragen, da die Hände, vor allem die Finger, sehr empfindlich sind. Außerdem gibt es spezielle Hosen und Trikots mit eingenähten Polsterungen. Sie erhöhen die Chance auf abprallende Paintball-Kugeln und schützen, je nach Spielfeld vor ruppiger Vegetation. Sie bestehen an vielen Stellen aus besonders atmungsaktivem Stoff, werden meist weit geschnitten und verfügen oft über extra Taschen für kleinere Werkzeuge und Laufreiniger.